# あいつがHERO!
『あいつがHERO!』（あいつがヒーロー!）は、あさぎり夕による日本の漫画作品。
『なかよし』（講談社）にて1981年5月号から1982年3月号まで連載された。
原作付きでない、あさぎり夕自身による初の連載作品。
それに答えるかのように連載終了の翌1982年4月号漫画家情報コーナー“ハ～イなかよし”にて特集が組まれ、制作の裏話を紹介している。

## 書誌情報
- あいつがHERO! 1、初版発行日1981年10月5日
- あいつがHERO! 2、初版発行日1982年3月5日